# 米爾斯錯綜

三顆球的米爾斯錯綜動畫。

米爾斯錯綜（Mills' Mess，或也有人只寫Mills Mess）是一種常見的丟擲技招式，基本上是用三顆球完成，不過也有更多數目和不同道具的版本。它的節奏與瀑瀉相同，其位換記號都是「3」，但是米爾斯錯綜在丟擲之間加入連續交叉手臂的動作。其結果是球看起來沿著一個橫躺的「8」字型不停打轉。
米爾斯錯綜是由史帝夫·米爾斯（Steve Mills）所創，他的姓氏結尾本來就有s，但是這招的名稱仍舊經常被錯誤地拼寫成「Mill's Mess」。
米爾斯錯綜擁有大量的變形，例如結合不同的位換模式之後可以演變成423錯綜、441錯綜、531錯綜、44133錯綜等等，類似的觀念也可以推廣到更多顆球的情況，如五顆球的97531錯綜是非常困難的動作。若將球垂直丟起，則會演變成波士頓錯綜。

## 外部連結
- JuggleWiki: Mills Mess